# Bernadett Baczkó
Bernadett Baczkó (* 8. Januar 1986 in Budapest) ist eine ungarische Judoka, die bei den Olympischen Spielen 2008 im Leichtgewicht antrat. Sie erreichte dort den  siebten Platz.
Sie ist neunmalige Landesmeisterin und fünfmalige Medaillengewinnerin bei den Europäischen U23-Meisterschaften, wobei sie 2007 und 2008 Gold gewann. Sie gewann auch die Bronzemedaille bei den Judo-Weltmeisterschaften 2007 in Rio de Janeiro.
Sie ist Leutnant in der ungarischen Armee.